# Hermann Nicolai (Architekt)

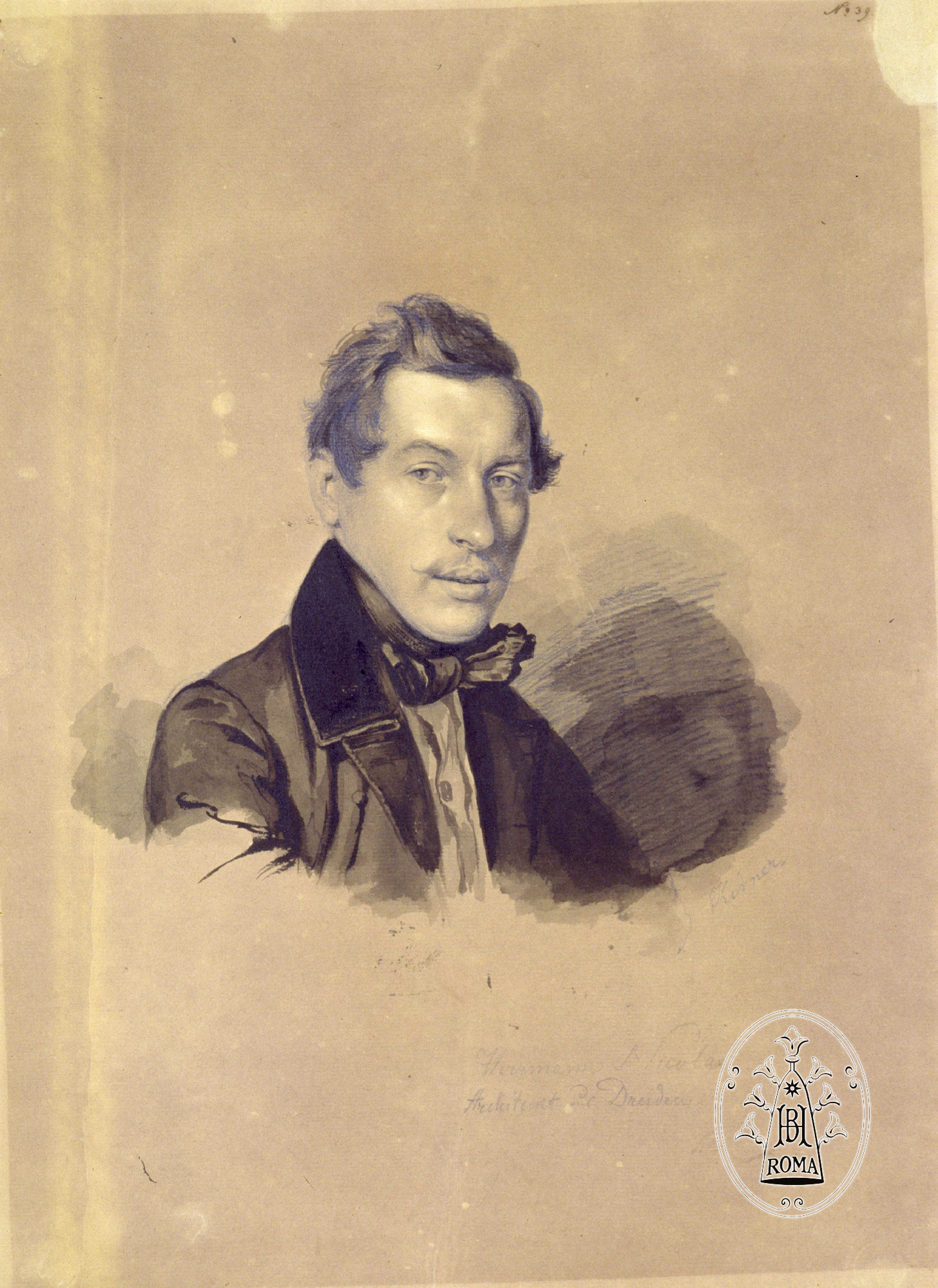
Porträt Hermann Nicolai, gezeichnet von Johann Baptist Kirner, Rom um 1834

Georg Hermann Nicolai (* 10. Januar 1811 in Torgau; † 10. Juli 1881 in Bodenbach bei Tetschen (Böhmen)) war ein deutscher Architekt und Hochschullehrer. Auf ihn und seinen Vorgänger Gottfried Semper geht die Semper-Nicolai-Schule zurück, die eine charakteristische Spielart der Neorenaissance-Architektur in Sachsen hervorbrachte.

## Leben
Nicolai studierte Architektur an der Akademie der bildenden Künste zu Dresden bei Joseph Thürmer sowie später an der Kunstakademie in München bei Friedrich von Gärtner.

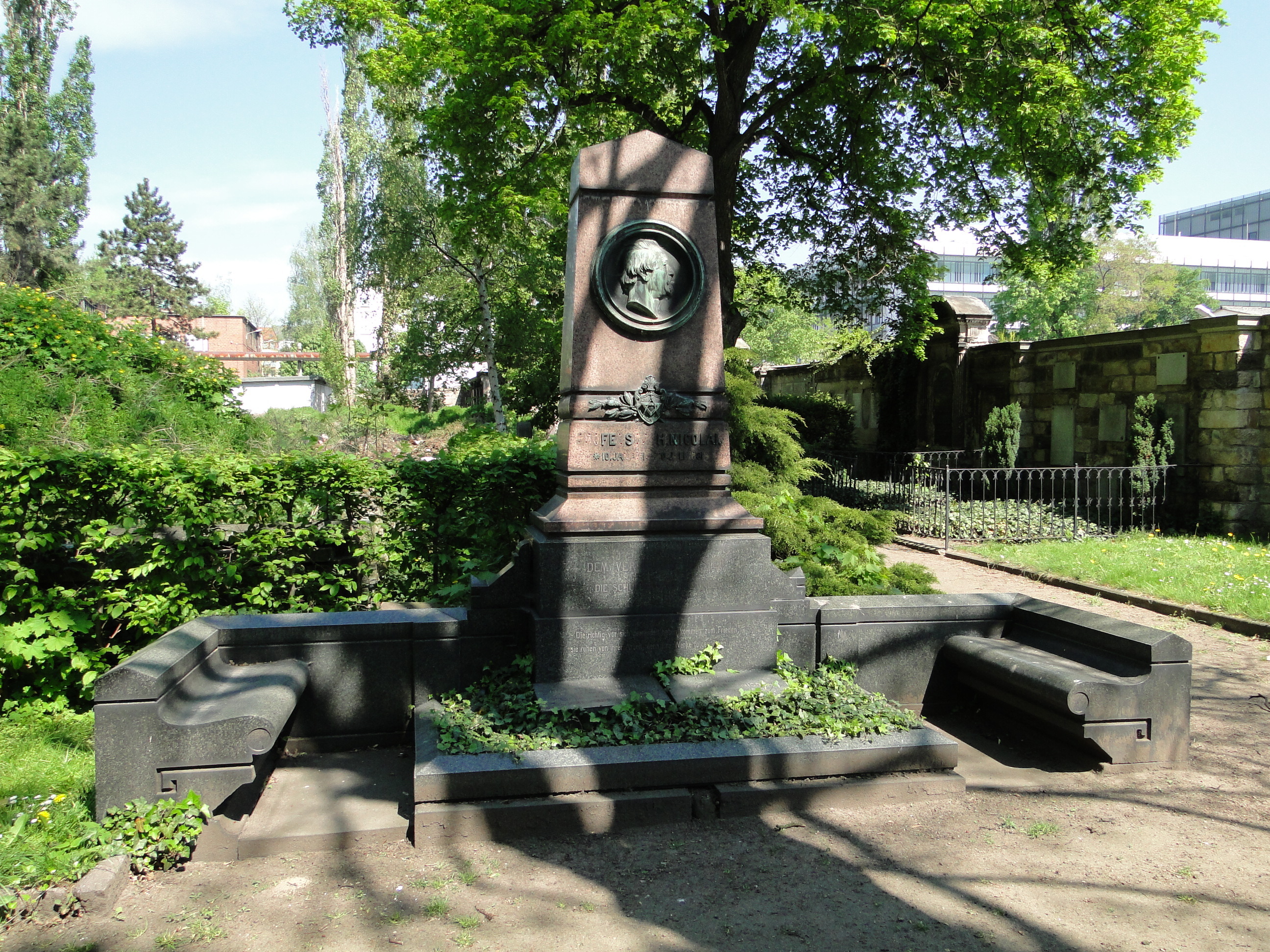
Grab von Georg Hermann Nicolai auf dem Trinitatisfriedhof in Dresden

Einer ausgedehnten Studienreise durch Italien und nach Paris in den Jahren 1834 und 1835 schloss sich eine erste Phase erfolgreicher beruflicher Tätigkeit in Dresden an. 1840 unternahm Nicolai eine weitere Studienreise, die über Italien nach Griechenland und in die Türkei führte. Von 1841 oder 1842 bis 1845 arbeitete er als Hofbaumeister in Coburg unter den Herzögen Ernst I. und Ernst II. von Sachsen-Coburg und Gotha. Von 1845 bis 1848 betrieb er ein eigenes Architekturbüro in Frankfurt am Main, wo er unter anderem für Kurfürst Friedrich Wilhelm von Hessen-Kassel und Großherzog Ludwig II. von Hessen-Darmstadt arbeitete. In den Jahren 1848 und 1849 bereiste Nicolai Großbritannien und Spanien.
Im Sommer 1850 wurde er in Dresden Nachfolger des wegen der Teilnahme am Dresdner Maiaufstand geflohenen Gottfried Semper als Professor des Bauateliers der Akademie der Bildenden Künste. Nicolai brachte in Dresden den Stil der sächsischen Neorenaissance zu voller Blüte, der als Semper-Nicolai-Schule auch von vielen seiner Studenten weiterverbreitet wurde. Nicolai gilt damit als Begründer des Neuen Dresdner Baustils. Er richtete seine Aufmerksamkeit besonders auf die Gestaltung bürgerlicher Wohnhäuser. Im Jahr 1874 wurde Nicolai als ordentliches Mitglied der Preußischen Akademie der Künste in Berlin berufen.

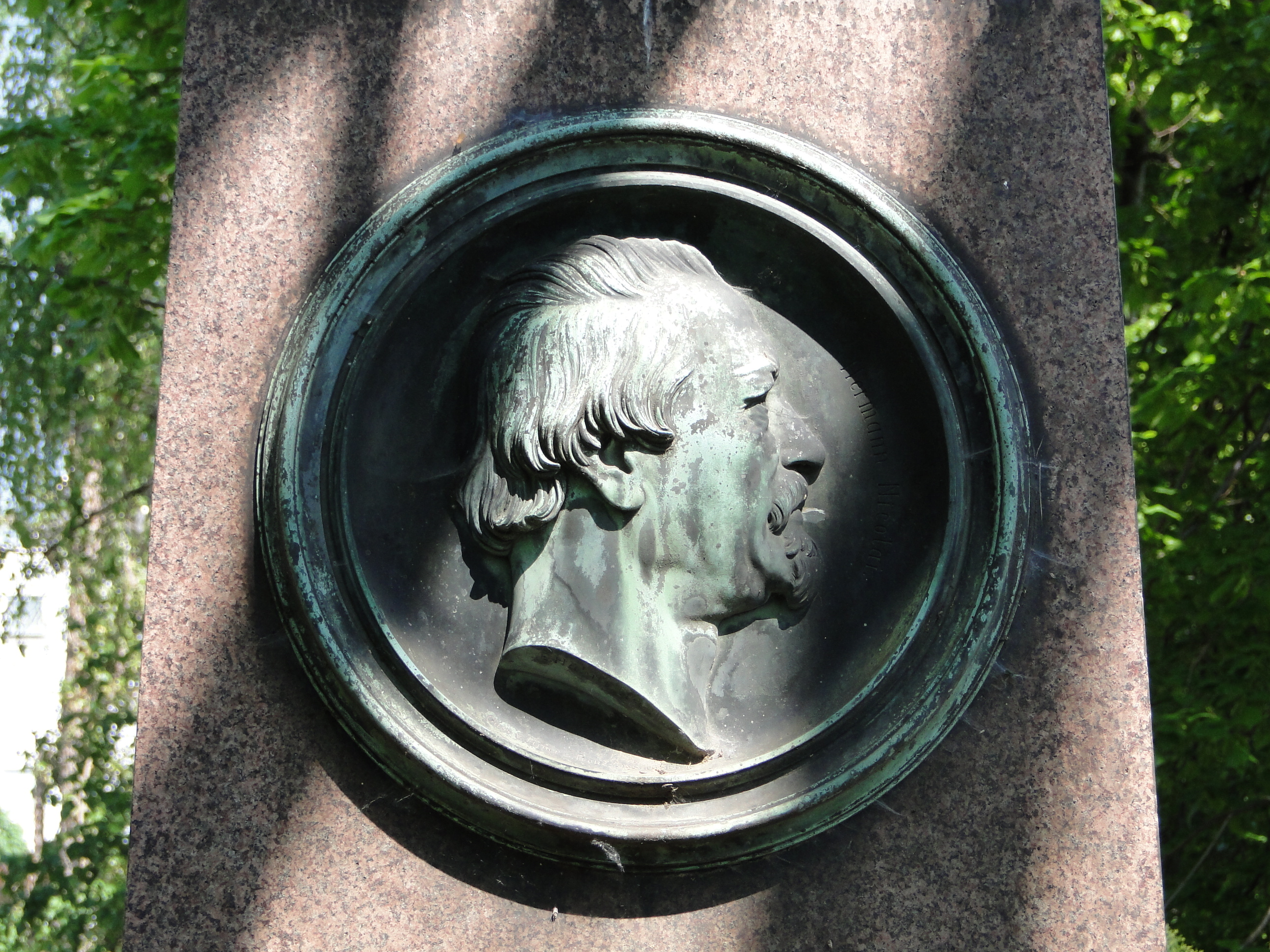
Bildnis von Nicolai auf seinem Grab

Nicolai beantragte 1881 wegen eines Halsleidens seine Versetzung in den Ruhestand, starb aber bereits kurze Zeit später auf einer Reise. Er wurde auf dem Trinitatisfriedhof in Dresden-Johannstadt bestattet. Sein Nachfolger an der Kunstakademie wurde sein ehemaliger Schüler Constantin Lipsius (1832–1894).

## Bauten und Entwürfe (Auswahl)

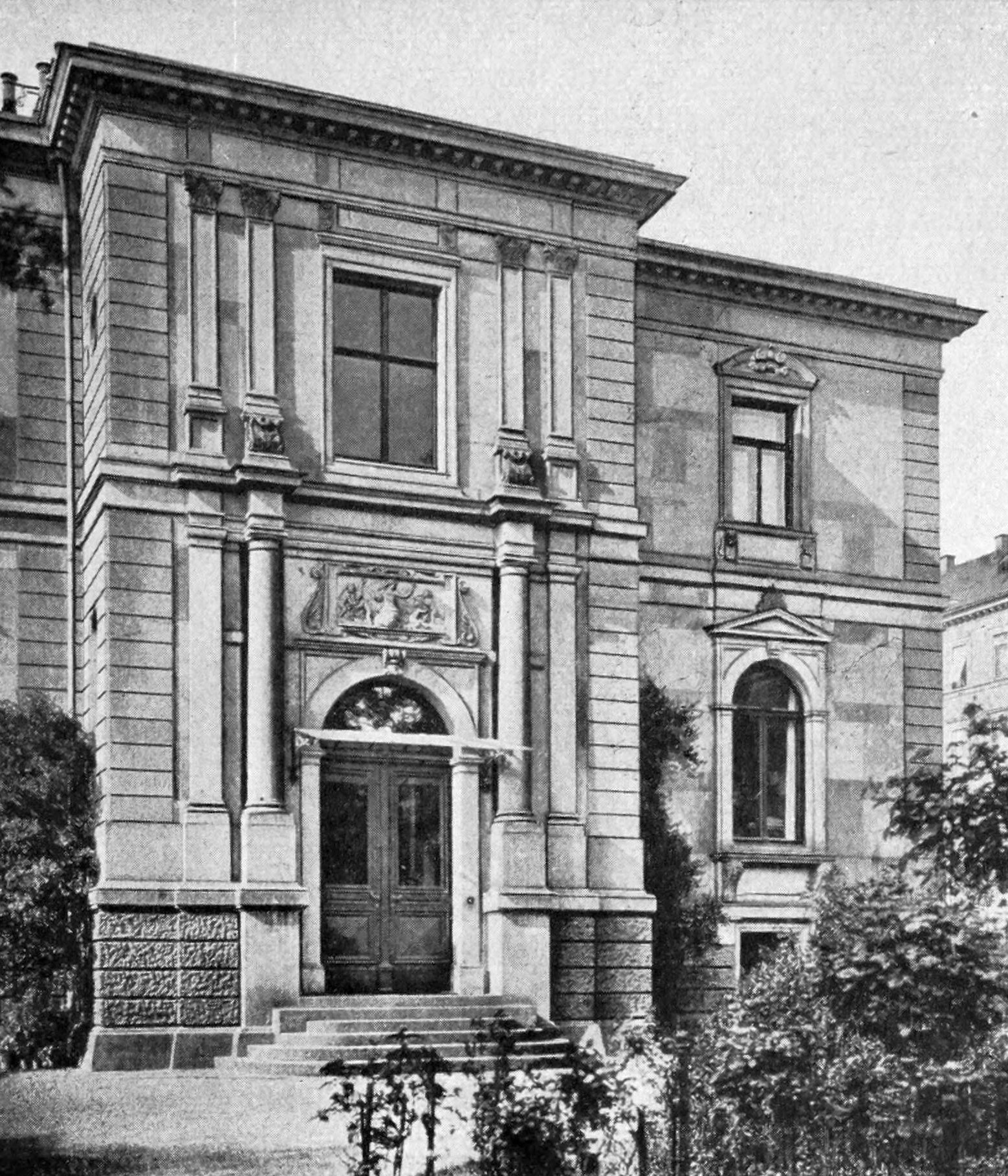
Villa für Dr. Struve in Dresden

- 1839: von Seebach’sches Haus in Dresden
- 1842–1843: Haus für Baron von Wangenheim in Coburg
- 1843: Arkaden in Coburg
- 1851–1852: Villa für Dr. Gustav Adolph Struve in Dresden, Prager Straße 18, Wiener Straße 33 (1890 versetzt von Prager Straße)[3][4]
- 1854: Umgestaltung des ehemaligen Marcolinischen Vorwerks in Dresden (Bautzner Straße 96) vom landwirtschaftlichen Gut zu einem Villenensemble im Stil der Neorenaissance[5]
- 1855–1857: Umbau des Palais der Sekundogenitur in Dresden, Zinzendorfstraße
- 1867–1868: Villa für Medizinalrat Dr. Friedrich Hugo Seiler in Dresden, Parkstraße 3 (zerstört)
- 1867–1869: Stadtvilla für Johann Meyer (1800–1887) in Dresden, Beuststraße 1 (zerstört)
- um 1875: Hauptwache der Infanteriekasernen in Dresden-Albertstadt, Stauffenbergallee 2b

## Schüler (Auswahl)
- Bruno Adam
- Georg Aster
- Rudolf Baron (auch Rudolph Baron; 1845–1895)
- Gustav Dunger (1845–1920)
- Gustav Frölich
- Otto Grahl
- Ernst Giese
- Oswald Haenel
- Alfred Moritz Hauschild
- Bernhard Hempel
- Rudolf Heyn
- Carl Friedrich Kraft (1851–1912)
- Theodor Lehnert
- Constantin Lipsius
- Hermann August Richter
- Gustav Rumpel
- Hugo Schönherr
- Georg Schramm (1848–1925)
- Bernhard Schreiber
- Bruno Seitler
- Ernst Sommerschuh
- Heinrich Stöckhardt
- Edmund Waldow
- Paul Weidner
- Karl Weißbach
- Richard Weise
- Albin Zumpe

## Schriften (Auswahl)
- Architektonische Entwürfe aus dem Atelier des Prof. Hermann Nicolai in Dresden. Lieferung 1–6. Grieben, Berlin o. J. (Mappe mit 42 Original Lithographien).
- Das Ornament der italienischen Kunst des 15. Jahrhunderts. Eine Sammlung der hervorragendsten Motive. Dresden 1882 (Digitalisat).